# Susie Bick

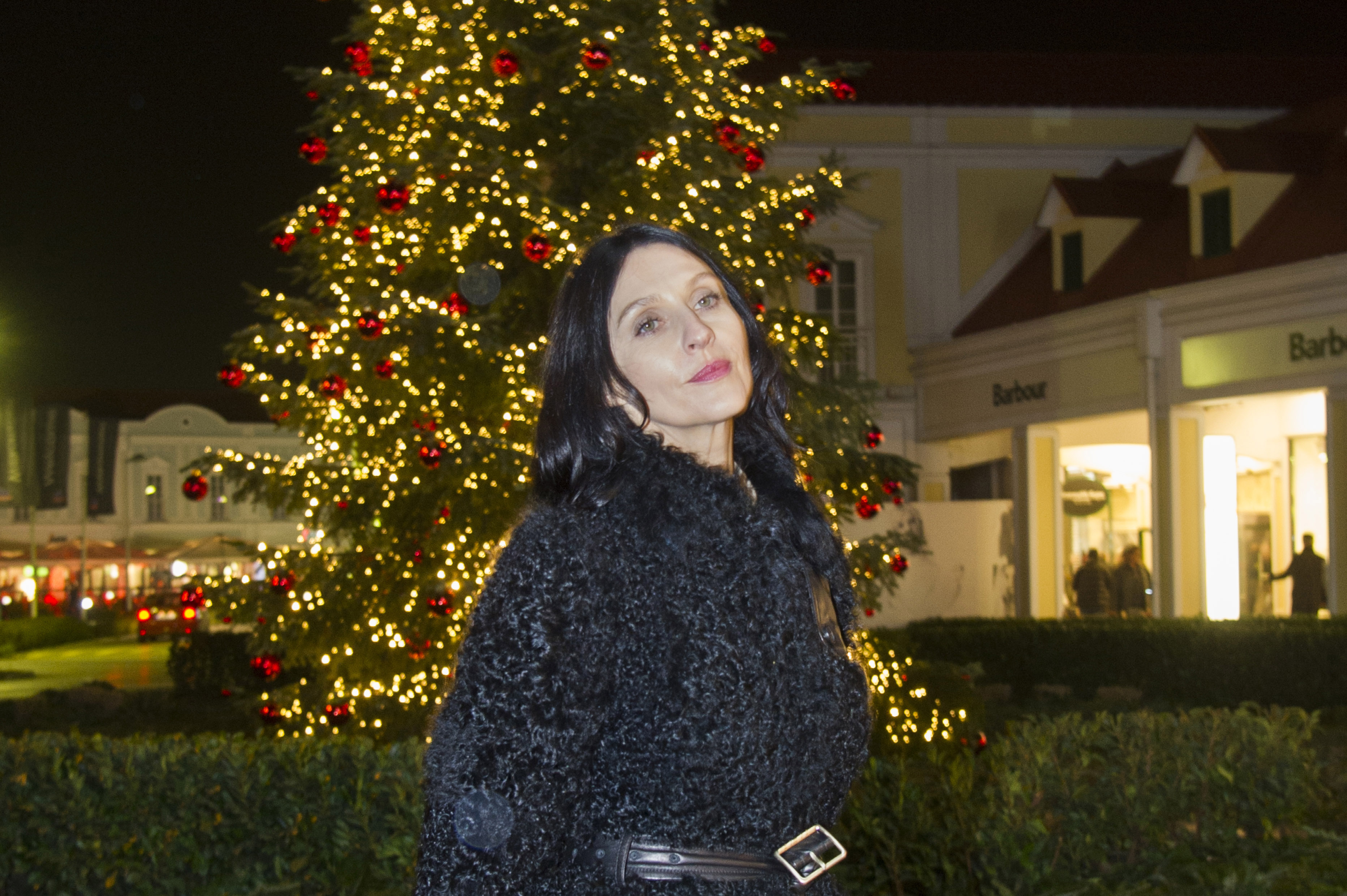
Susie Bick

Susie Bick, född 16 september 1966 i Cheshire, är en brittisk skådespelare och fotomodell. Förnamnet stavas ibland 'Suzie'.
Bick gifte sig 1999 med Nick Cave och fick år 2000 tvillingpojkar, Arthur och Earl, med honom. Paret bor i Brighton i England.
Susie Bick är porträtterad på framsidan av albumet The Best of Roxy Music av Roxy Music.

## Filmografi
- 1994 – Mad Cows
- 1994 – Princess Caraboo
- 1994 – Prêt-à-Porter (Bick spelar sig själv)
- 1995 – Flirt
- 1997 – Sex & Chocolate
- 1998 – Love Is the Devil: Study for a Portrait of Francis Bacon